# Operación Entebbe

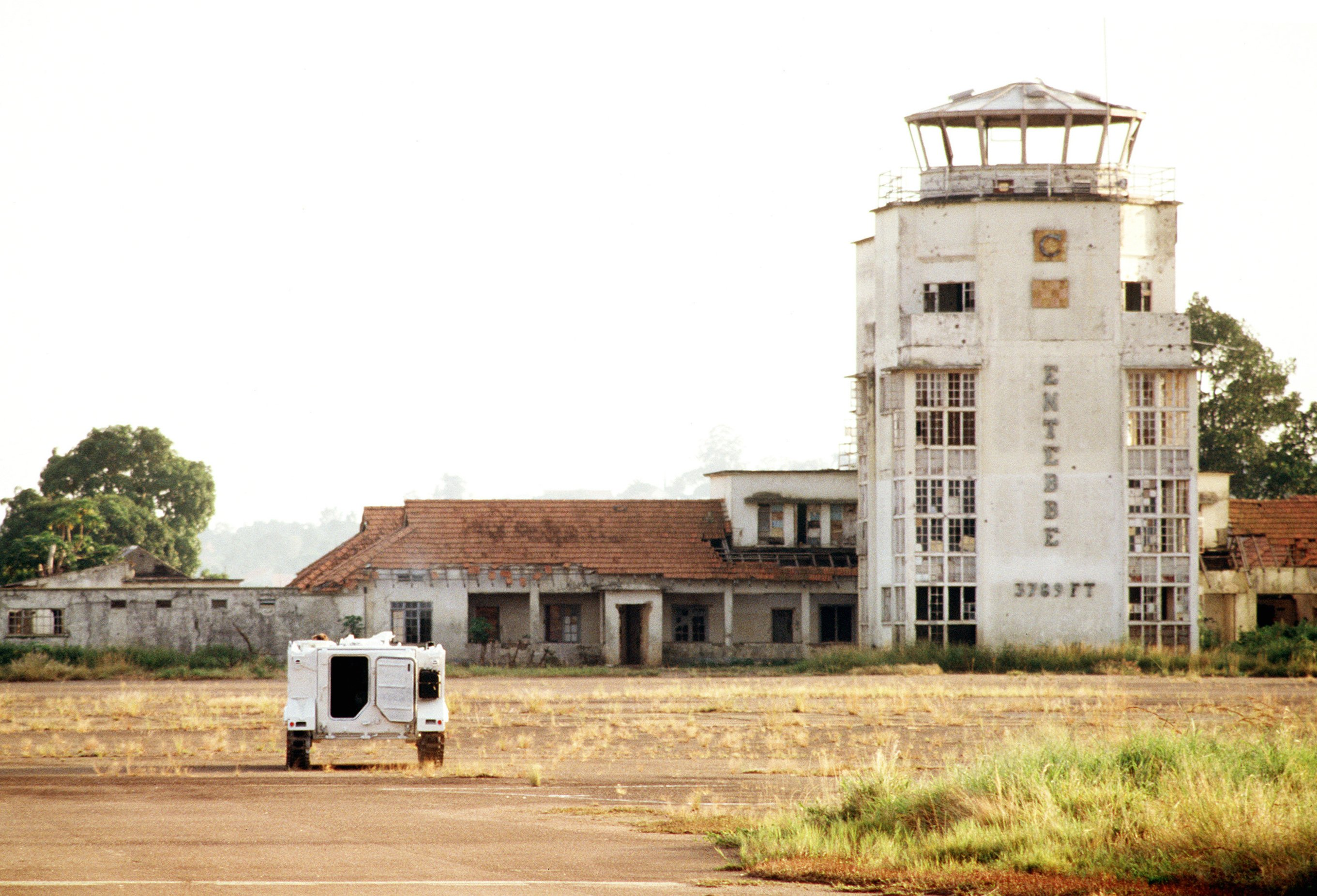
Aeropuerto internacional de Entebbe, lugar donde se llevó a cabo la operación.

La Operación Entebbe u Operación Thunderbolt fue una misión de rescate de rehenes llevada a cabo por las Fuerzas de Defensa de Israel (FDI) en el Aeropuerto de Entebbe, en Uganda, el 4 de julio de 1976. Una semana antes, el 27 de junio, una aeronave de Air France con 248 pasajeros fue secuestrada por terroristas palestinos y alemanes, tomando rumbo a Entebbe, cerca de Kampala, la capital de Uganda. Poco después del aterrizaje, todos los pasajeros no israelíes fueron liberados.
El gobierno francés instó a Idi Amin, próximo a los países occidentales, a que aceptase recibir el avión, para evitar que los secuestradores buscasen refugio en un país más lejano a nivel diplomático. El dictador ugandés solo fue advertido cuando el avión ya estaba sobrevolando Entebbe y el comando le negó el acceso al avión.
Las acciones de la FDI se basaron en la información suministrada por la agencia de inteligencia israelí, el Mosad. La operación se planeó a consecuencia del secuestro por parte de la organización militante Células Revolucionarias y el Frente Popular para la Liberación de Palestina, junto a la amenaza de los secuestradores de matar a los rehenes si no se cumplían sus exigencias de liberación de presos. El plan también incluía preparación contra una eventual resistencia armada por parte de las tropas ugandesas.
La operación de rescate se ejecutó en la noche, cuando fueron transportados por vía aérea cien comandos de élite israelíes a más de 3500 km de distancia hasta Uganda. La operación, que fue planeada durante una semana, duró cincuenta y tres minutos y se rescató a ciento tres rehenes. Cinco comandos israelíes resultaron heridos y otro, el comandante de la unidad de asalto, teniente coronel Yonatan Netanyahu, murió durante la operación. Todos los secuestradores, tres rehenes y cuarenta y cinco soldados ugandeses murieron y once MiG-17 de fabricación soviética fueron destruidos en tierra. Un cuarto rehén fue asesinado por integrantes del ejército ugandés en un hospital cercano.
El rescate, llamado Operación Trueno, es llamado en ocasiones Operación Jonathan en honor al líder de la unidad de asalto fallecido, Yonatan Netanyahu, hermano mayor de Benjamin Netanyahu, primer ministro de 1996 a 1999 y desde 2009 a 2021. Como resultado de la operación, los militares estadounidenses implementaron equipos de rescate altamente entrenados inspirados en la operación Entebbe. El intento más notable de imitarla fue la operación Feuerzauber en Mogadiscio, a raíz del secuestro del Vuelo 181 de Lufthansa y saldada con mayor éxito (solo murieron tres terroristas) apenas un año después. Menos éxito tuvo la Operación Garra de Águila, un rescate fallido de cincuenta y tres funcionarios retenidos en Teherán durante la crisis de los rehenes en Irán.

## Secuestro

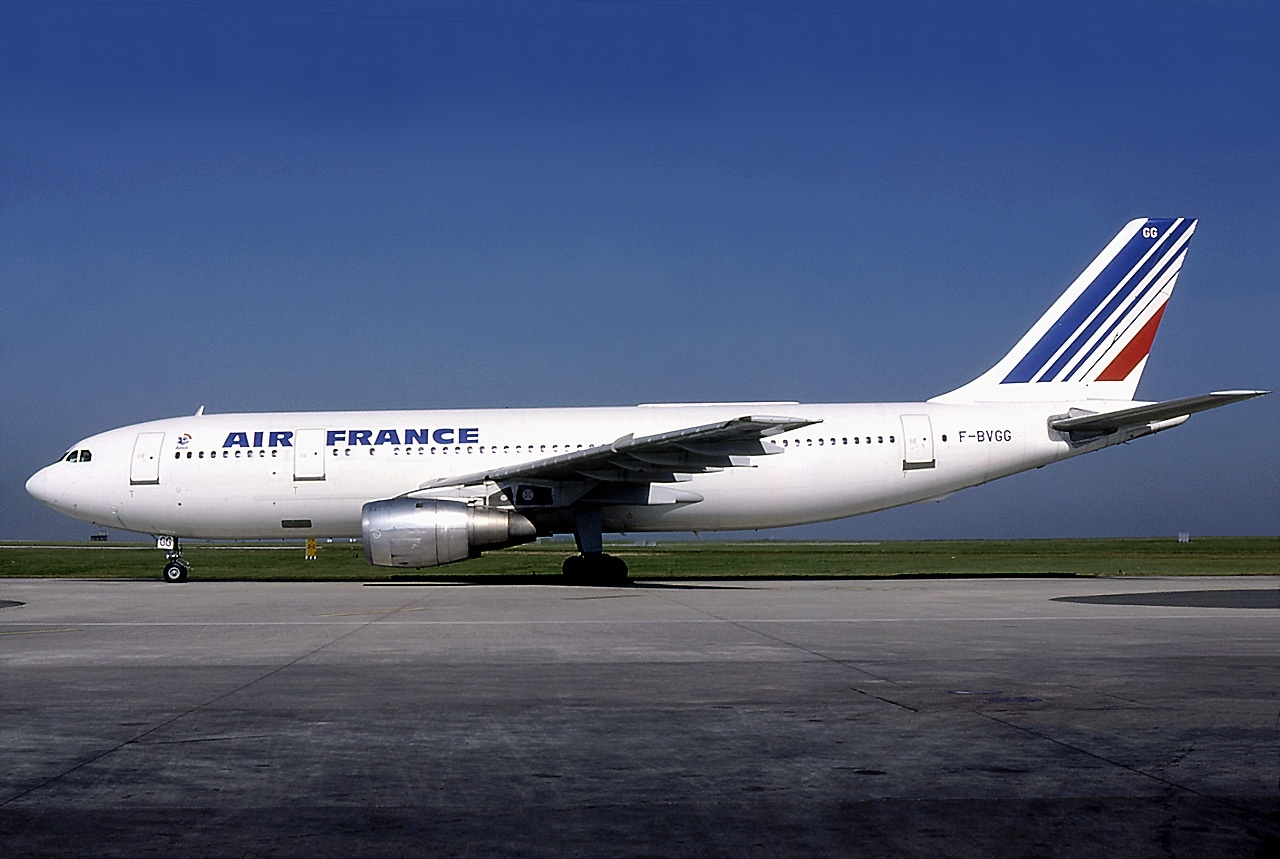
El Airbus A300 (vuelo 139 de Air France) secuestrado, años después en el aeropuerto Charles de Gaulle en 1980. El avión continuó operativo hasta el 2009.

El 27 de junio de 1976, el vuelo 139 de Air France, un Airbus A300 (Airbus A300B4-203, matrícula F-BVGG), procedente de Tel Aviv, Israel, que transportaba doscientos cuarenta y ocho pasajeros y doce tripulantes, despegó de Atenas con rumbo a París. Poco después de las 12:30 p. m., el avión fue secuestrado por dos palestinos del Frente Popular para la Liberación de Palestina-Maniobras Externas (FPLP-ME) y dos alemanes de las Células Revolucionarias alemanas, Wilfried Böse y Brigitte Kuhlmann. Los secuestradores desviaron el avión hacia Bengasi, Libia. Allí permaneció por espacio de siete horas para aprovisionarse de combustible. Durante este lapso una rehén fue liberada, tras fingir que tenía un aborto. La aeronave dejó Bengasi y a las 3:15 p. m. del día 28, más de veinticuatro horas después de su desvío, arribó al Aeropuerto de Entebbe en Uganda.
En Entebbe, a los cuatro secuestradores se unieron por lo menos otros cuatro apoyados por las fuerzas pro-palestinas del presidente de Uganda, Idi Amin. El grupo exigió la liberación de cuarenta palestinos detenidos en Israel y otros trece encarcelados en Kenia, Francia, Suiza y Alemania Occidental. Amenazaron con que, si sus demandas no se hacían efectivas, empezarían a matar rehenes el 1 de julio siguiente. Los secuestradores dividieron a los secuestrados en dos grupos: ciudadanos israelíes y otros, o judíos y gentiles. Los mantuvieron por una semana en la sala de tránsito del Aeropuerto de Entebbe. Algunos rehenes fueron liberados, pero ciento cinco pasajeros israelíes y judíos no israelíes permanecieron cautivos. Los secuestradores persistían en la amenaza de asesinarlos si el estado de Israel no accedía a sus exigencias.
Tras conocerse que los terroristas liberarían a la tripulación y a los pasajeros no judíos y los obligarían a embarcarse en otro avión de Air France que había llegado a Entebbe con este propósito, el comandante del vuelo 139, Michel Bacos, advirtió a los secuestradores de que todos los pasajeros, incluidos los que aún no se habían liberado, estaban bajo su responsabilidad y no los dejaría atrás. Toda su tripulación lo apoyó en su decisión. Una monja francesa también se negó a irse, e insistió en ocupar el lugar de uno de los que aún estaban prisioneros. Sin embargo, los soldados ugandeses la obligaron a subir al avión que había llegado para llevarse a los prisioneros liberados. Después de esta operación, ochenta y cinco israelíes y judíos permanecieron retenidos, más otras veinte personas, la mayoría tripulantes del avión.

## Planificación de la operación
La semana anterior al rescate, Israel probó la vía diplomática para obtener la liberación de los rehenes. Muchas fuentes indican que el gabinete israelí estaba preparado para liberar a los presos palestinos si una operación militar fracasaba o era imposible de llevar a cabo.[cita requerida]
Baruch «Burka» Bar-Lev, oficial retirado de las Fuerzas de Defensa de Israel, conocido de Idi Amin por muchos años y con el cual se consideraba tenía una estrecha relación personal, por solicitud del gobierno intentó comunicarse vía telefónica muchas veces con Amin, buscando la liberación de los rehenes, sin tener éxito. El gobierno de Israel, presidido por Isaac Rabin, y con Shimon Peres como ministro de defensa, también realizó un acercamiento al gobierno estadounidense para dirigir un mensaje al presidente egipcio Anwar Sadat, pidiéndole que solicitase a Amin la liberación de los secuestrados.
El 1 de julio, fecha en la que se cumplía el plazo dado por los secuestradores, el gobierno de Israel se ofreció a negociar con ellos con la condición de extender el plazo hasta el 4 de julio. Amin les pidió ampliar el plazo hasta el 4 de julio. Esto significaba que el podría realizar un viaje diplomático a Port Louis, Mauricio, con el fin de entregar oficialmente la presidencia de la Organización para la Unidad Africana a Seewoosagur Ramgoolam. Esta prórroga en el plazo para los rehenes resultaría ser crucial al proveer el tiempo suficiente a las fuerzas israelíes para llegar a Entebbe.
El 3 de julio, el gabinete de Israel aprobó la misión de rescate, bajo el mando de Mayor General Yekutiel Adam con Matan Vilnai como segundo al mando. El Brigadier General Dan Shomron fue elegido para comandar la operación en tierra.

### Intentos de solución diplomática
A medida que la crisis de rehenes progresaba, se realizaron intentos de negociación para liberar los secuestrados. De acuerdo a documentos diplomáticos desclasificados, el gobierno egipcio de Sadat intentó negociar con la OLP y el gobierno de Uganda, y un emisario especial, Hanni al Hassan, fue enviado para negociar a Uganda. Sin embargo, cualquier negociación se hizo innecesaria en cuanto se dio inicio a la operación de rescate.

### Preparativos del rescate
El servicio de inteligencia israelí Mossad realizó un esquema de la ubicación de los rehenes, el número de militantes y los integrantes del Ejército ugandés involucrados, a partir de los detalles brindados por los rehenes liberados en París. Mientras se preparaba el rescate, el Ejército de Israel consultó con la compañía también israelí involucrada en la construcción del edificio en las décadas de 1960 y 1970. Mientras se planeaba la operación militar se construyó una réplica parcial de la terminal aeroportuaria con la ayuda de civiles que participaron en su construcción.
Según una entrevista del 5 de julio de 2006 de la Associated Press con un organizador del rescate, Moshe Betser, integrantes del Mossad entrevistaron exhaustivamente a los rehenes liberados. Uno de ellos, un judío de origen francés, había sido erróneamente liberado junto a los demás pasajeros no judíos. Betser dijo que este hombre tenía entrenamiento militar y «una memoria fenomenal», lo que le permitió dar información acerca del número y tipo de armas de los terroristas, entre otros detalles útiles.

### Fuerzas involucradas
Los efectivos israelíes que fueron desplazados para la operación en tierra sumaban aproximadamente cien personas y se organizaron de la siguiente manera:
- El comando terrestre y equipo de control

Este pequeño grupo estaba conformado por el comandante general de la operación en tierra, brigadier general Shomron y el personal de comunicaciones y soporte.
- El equipo de asalto

La unidad de asalto integrada por veintinueve comandos, liderada por el teniente coronel Netanyahu; esta fuerza estaba compuesta por integrantes de la unidad de élite Sayeret Matkal y elementos de las unidades de reconocimiento de los paracaidistas y de la Brigada Golani, y estaba encargada de realizar el asalto a la terminal y rescatar a los rehenes. El mayor Betser lideró una de las dos partes del equipo y Matan Vilnai dirigió la otra.
- El equipo de refuerzo

Desempeñó las siguientes tareas:
1. Asegurar el área, previniendo que alguna fuerza hostil interfiriera con los aviones C-130 Hercules y la misión de rescate.
2. Destruir el escuadrón de MiG-17 en tierra, para prevenir cualquier interceptación por parte de la Fuerza Aérea de Uganda.
3. Proveer protección y asistencia en el abordaje de los rehenes liberados hacia los transportes.
4. Asistencia en la recarga de combustible de los transportes aéreos en tierra.

## Rescate

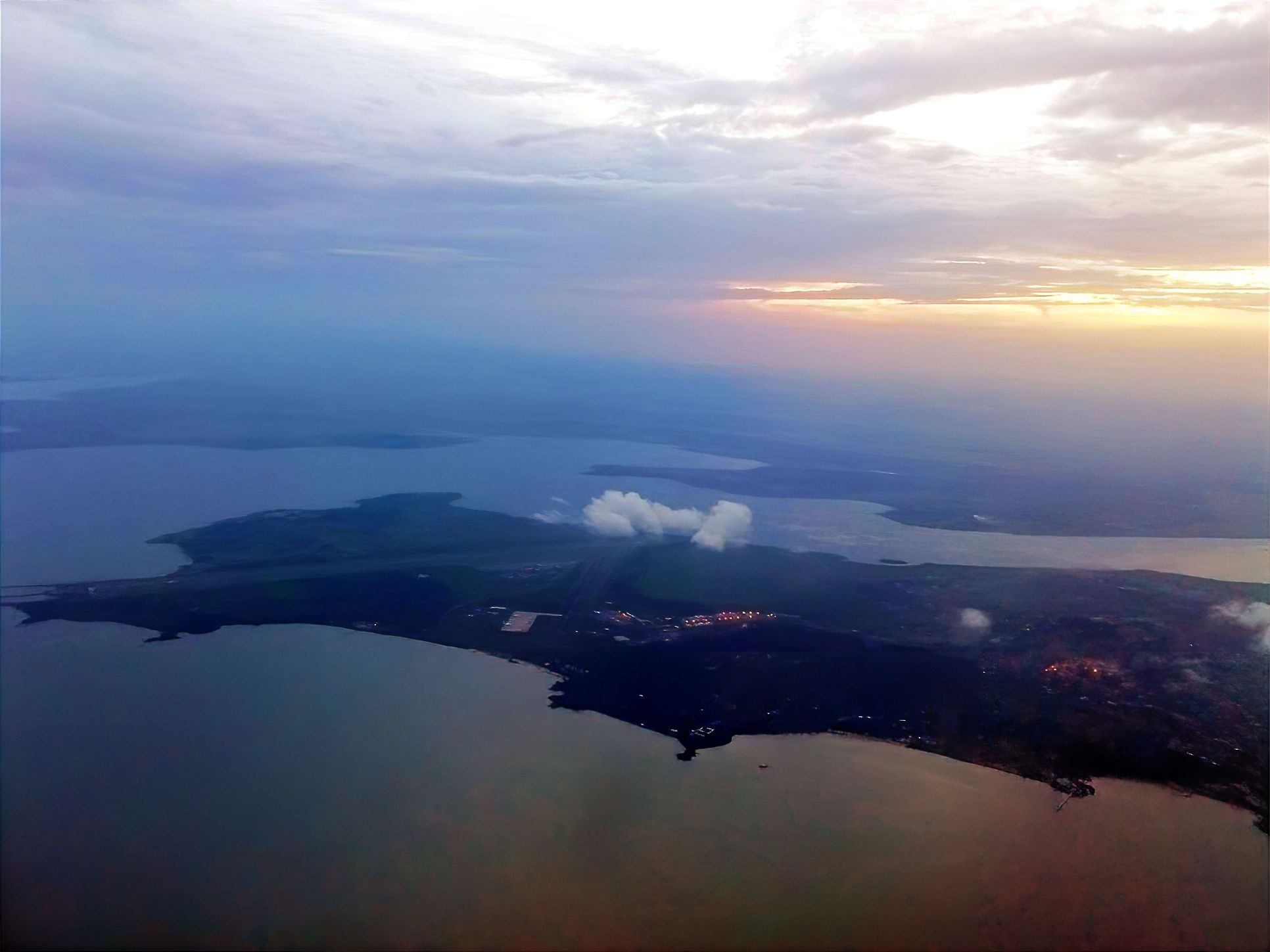
Foto aérea de la ciudad de Entebbe y el Aeropuerto Internacional de Entebbe durante una puesta de sol.

### Ruta de ataque
El equipo de rescate emprendió su ruta por la península del Sinaí sobre Sharm el-Sheij siguiendo la trayectoria sobre la franja internacional de vuelo sobre el mar Rojo en dirección sudeste, volando a una altura inferior a treinta metros para evitar la detección por parte del ejército de Egipto, Sudán y Arabia Saudita. Cerca del extremo sur del mar Rojo, los C-130 pusieron rumbo al sur, pasando sobre Yibuti. Desde allí, llegaron a un punto al noreste de Nairobi, Kenia, después de pasar probablemente a través de Somalia y el Ogaden de Etiopía. Luego tomaron rumbo a occidente, pasando a través del Gran Valle del Rift y el lago Victoria.
Dos Boeing 707 seguían a los aviones de carga. El primero de ellos transportaba personal y dispositivos médicos y aterrizó en el Aeropuerto Internacional Jomo Kenyatta en Nairobi, Kenia. El comandante de la operación, General Yekutiel Adam, iba a bordo del segundo avión, el cual sobrevoló el aeropuerto de Entebbe durante el rescate.
Los equipos israelíes aterrizaron en Entebbe a las 23:00 hora estándar de Israel (UTC +2), con la puerta de la bahía de carga abierta. Un Mercedes negro acompañado de vehículos Land Rover fueron usados para dar la impresión de que la caravana que transportaba las tropas israelíes desde las aeronaves a la terminal era la escolta de Idi Amin o de algún otro funcionario de alto rango. El Mercedes y sus vehículos de escolta fueron conducidos rápidamente por el equipo de asalto hacia el aeropuerto de la misma forma que lo hacía Amin. En la vía, dos guardias ugandeses, que sabían que Amin había reemplazado recientemente su Mercedes negro por uno de color blanco, detuvo la caravana de vehículos. Los comandos dispararon a los centinelas con pistolas provistas de silenciadores, pero sin matar a ninguno de los dos. Mientras se alejaban, un comando se percató, -desde uno de los Land Rover-, de que seguían al Mercedes y que los centinelas estaban vivos, y los mató inmediatamente con una ráfaga de su rifle de asalto. Previendo que los secuestradores hubiesen sido alertados prematuramente, el equipo de asalto debió entrar rápidamente en acción.

### Rescate de los rehenes
Los israelíes saltaron de los vehículos e irrumpieron en la terminal. Los rehenes estaban en el salón principal del edificio del aeropuerto, justo al lado de la pista. Al entrar a la terminal, los comandos gritaban a través de un megáfono: «¡Permanezcan abajo! ¡Permanezcan abajo! ¡Somos soldados israelíes!», tanto en hebreo como en inglés. Un joven francés de 19 años llamado Jean-Jacques Maimoni, quien se había identificado como judío de Israel ante los secuestradores a pesar de que tenía un pasaporte francés, se puso de pie y murió a manos de los comandos que lo confundieron con un secuestrador. Otro rehén, Pasco Cohen de 52 años, gerente de una empresa de seguros médicos, fue también herido fatalmente por un tirador de alguno de los dos bandos. Adicionalmente, un tercer rehén, Ida Borochovitch de 56 años, judía de origen ruso que había emigrado a Israel, murió en el cruce de disparos.

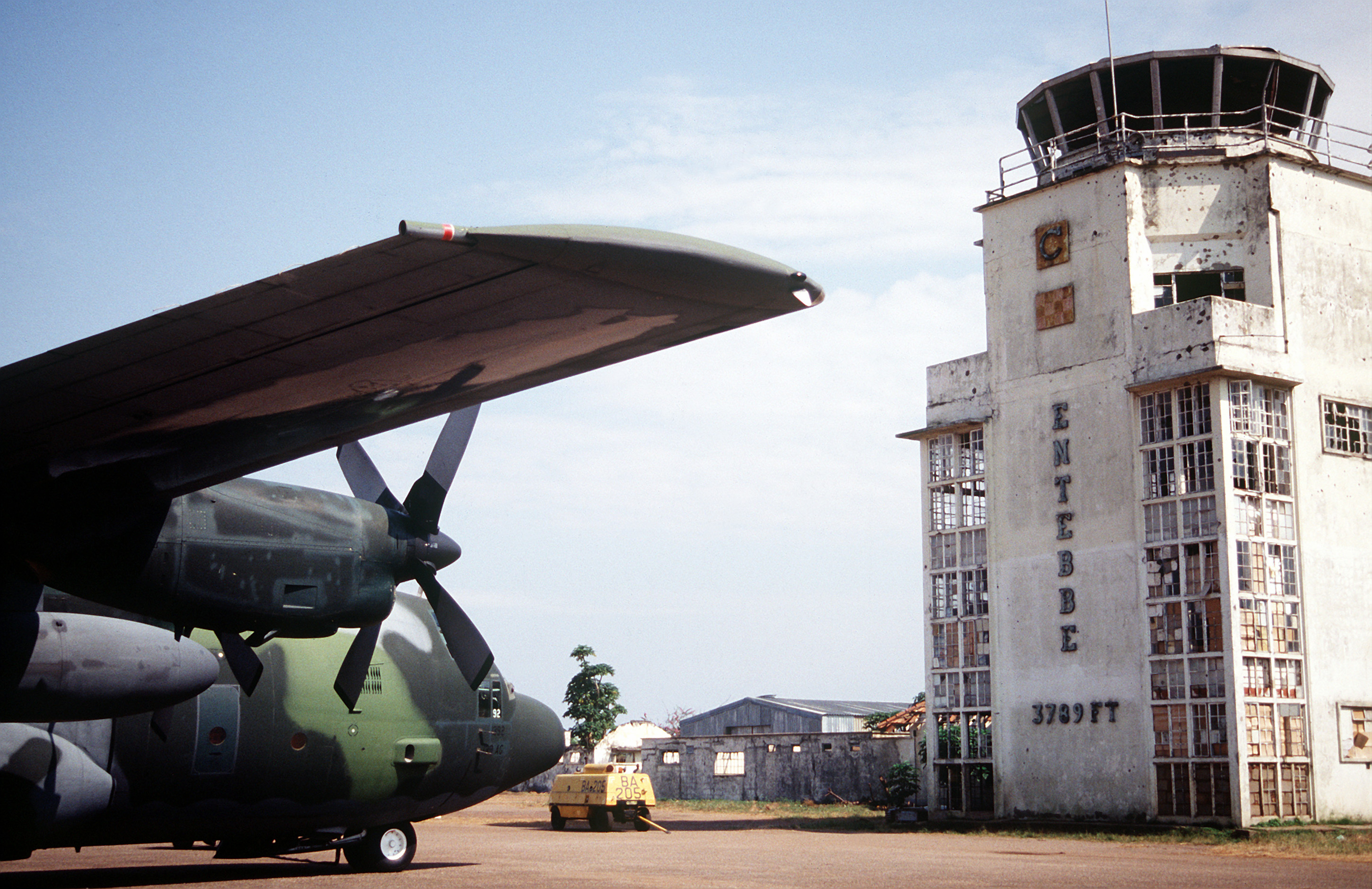
Un C-130 Hercules en frente a la antigua terminal del Aeropuerto de Entebbe luego de llegar con suministros destinados a los campos de refugiados de Ruanda en 1994. Son todavía visibles los agujeros de bala del rescate en 1976.

 Mientras tanto los otros tres C-130 Hercules aterrizaron y descargaron transportes blindados de personal, los cuales se iban a utilizar durante la hora requerida para la recarga de combustible, la destrucción de los aviones de caza MIG en el aeropuerto para prevenir la persecución de las aeronaves rescatistas después de la partida de Entebbe.

### Evacuación
Después del rescate, el equipo de asalto israelí retornó a las aeronaves y empezó a llevar los rehenes rescatados a bordo. Los soldados ugandeses les dispararon durante el proceso, desde la torre de control del aeropuerto. Los comandos israelíes devolvieron el fuego con sus rifles de asalto, infligiendo fuertes bajas entre los ugandeses. El comandante del equipo de asalto Yonatan Netanyahu murió, posiblemente a manos de un tirador ugandés, y fue el único militar israelí muerto durante la operación. Al finalizar la evacuación de los rehenes, cargaron el cuerpo de Netanyahu en uno de los Hércules y despegaron del aeropuerto de Entebbe. Toda la operación tardó 53 minutos, el asalto duró solo 30 minutos y los siete secuestradores presentes murieron. Al menos otros cinco comandos israelíes fueron heridos. De los 105 secuestrados, tres murieron y aproximadamente 10 fueron heridos. Otro secuestrado que había sido llevado previamente a un hospital en Uganda fue dejado atrás y asesinado posteriormente por orden de Idi Amin. Entre 33 y 45 soldados ugandeses murieron durante el rescate y 11 cazas MiG-17 de la Fuerza Aérea de Uganda fueron destruidos en tierra. Los rescatados poco después de la operación volaron a Israel vía Nairobi, Kenia.

### Reacción ugandesa

#### Asesinato de Dora Bloch

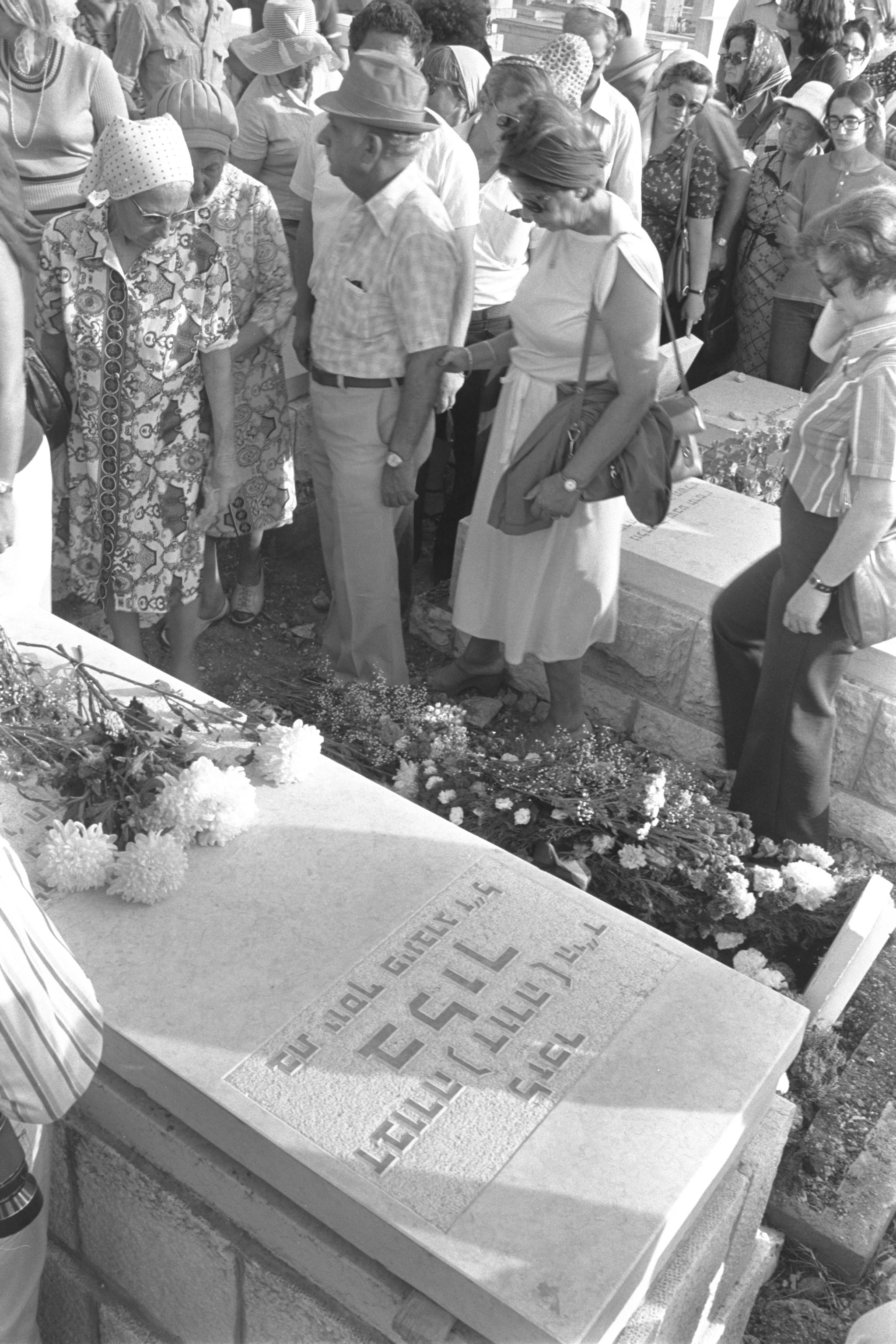
Miembros de la familia dan su último adiós a Dora Bloch, después de ser asesinada por oficiales de Uganda.

Dora Bloch, una inmigrante judía británica de 75 años internada en el hospital Mulago de Kampala, fue asesinada después del rescate por orden del gobierno de Uganda. En abril de 1987, Henry Kyemba, fiscal general y ministro de justicia en ese momento, comunicó a la Comisión de Derechos Humanos de Uganda que Bloch había sido sacada a rastras de la cama del hospital y asesinada por dos militares a las órdenes de Idi Amin. El cuerpo de Bloch fue depositado en el maletero de un vehículo con placas del servicio de inteligencia de Uganda. Sus restos fueron recuperados cerca de una plantación de azúcar a 32 kilómetros al este de Kampala en 1979, después de la Guerra Uganda-Tanzania que dio final al mandato de Amin.

#### Asesinato de kenianos
Idi Amin ordenó el asesinato de cientos de kenianos que habitaban en Uganda en venganza por el apoyo a Israel en el rescate.

## Consecuencias
El gobierno de Uganda, liderado por el ministro de asuntos exteriores en ese momento Juma Oris, convocó más tarde a una reunión del Consejo de Seguridad de las Naciones Unidas en el intento de lograr la condena oficial para el rescate israelí, como una violación de la soberanía de Uganda. Finalmente el Consejo de Seguridad declinó emitir cualquier resolución sobre el tema, dejando sin condena a Israel y Uganda. En su discurso ante el Consejo, el embajador de Israel Chaim Herzog dijo:

Nosotros venimos con un simple mensaje para el Consejo: estamos orgullosos de lo que hemos hecho porque demostramos al mundo que para un país pequeño en las circunstancias de Israel, las cuales a los miembros de este consejo les son por ahora muy familiares, la dignidad del hombre, la vida humana y la libertad constituyen los valores más altos. Estamos orgullosos no solo porque hemos salvado la vida de más de cien personas inocentes —hombres, mujeres y niños— sino también por el significado de nuestro acto para la causa de la libertad humana.
Chaim Herzog.

Israel recibió apoyo del mundo occidental por esta operación. Alemania Occidental llamó a la operación «un acto de legítima defensa». Suiza y Francia también elogiaron a Israel por esta operación. También recibió elogios significativos por parte de representantes del Reino Unido y Estados Unidos, para lo que ambos llamaron «una operación imposible». Algunos en Estados Unidos notaron que el rescate fue realizado el 4 de julio de 1976, 200 años después de la declaración de independencia de este país. En conversación privada con el embajador israelí Dinitz, Kissinger emitió críticas por el uso de Israel de los equipos de EE. UU. durante la operación, pero estas críticas no se hicieron públicas.
Por negarse a salir (y dejar en consecuencia algunos de sus tripulantes como rehenes) cuando les fue permitido por los secuestradores, el piloto Michel Bacos fue reprendido por sus superiores de Air France y fue suspendido de sus funciones por un tiempo.
En los años siguientes, Betser y los hermanos Netanyahu —Iddo y Benjamin, todos veteranos del Sayeret Matkal— arguyeron cada vez con más frecuencia en los foros públicos acerca del culpable del tiroteo inesperado al inicio de la operación como causante de la muerte de Yonatan Netanyahu y la pérdida parcial de la sorpresa.

## Identidad de los secuestrados fallecidos

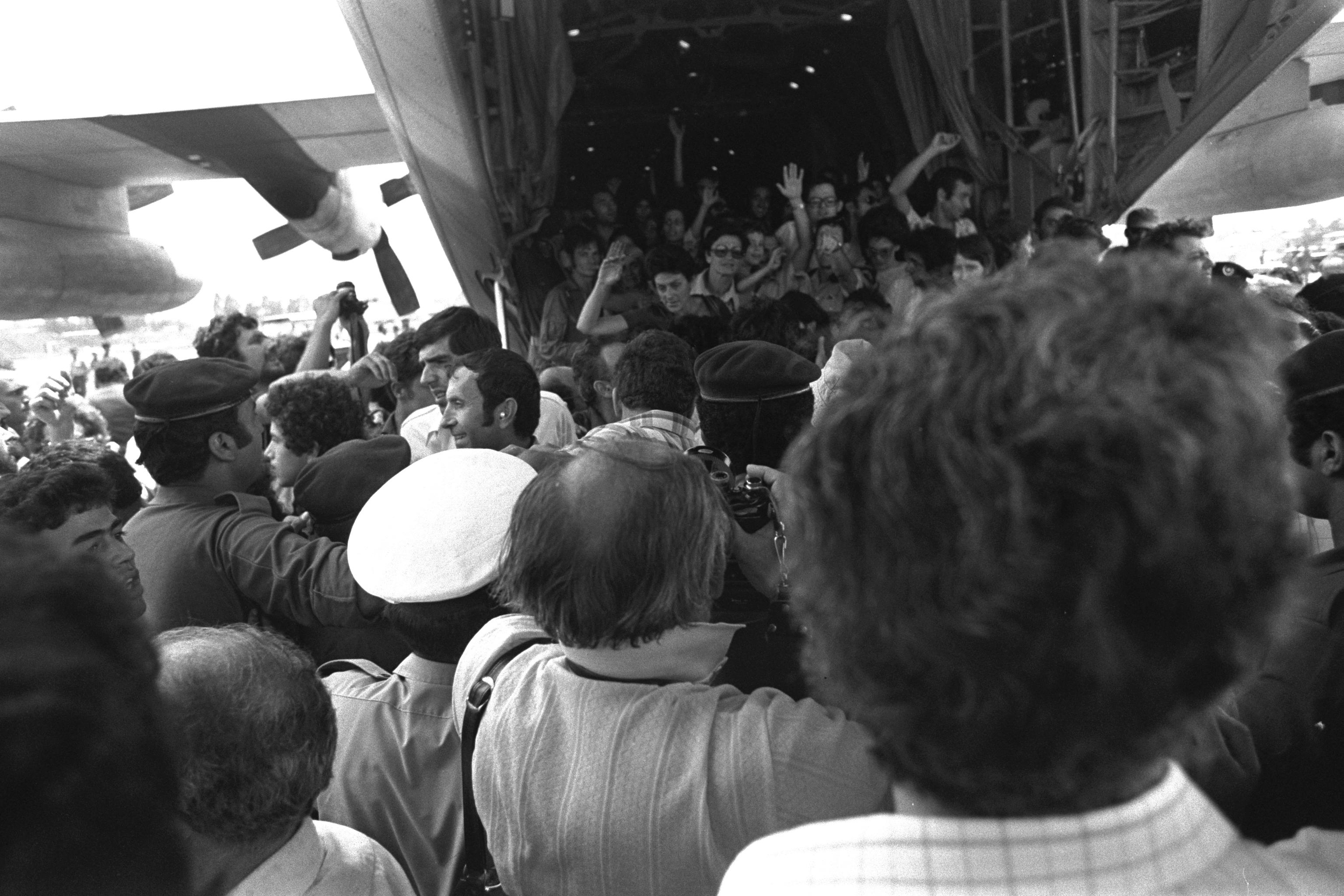
Pasajeros rescatados son bienvenidos en el aeropuerto de Ben Gurion.

La aeronave trasportaba 260 personas en total, 248 pasajeros y 12 tripulantes; era un avión grande—de los cuales 4 murieron y 10 resultaron heridos.
Los cuatro pasajeros muertos fueron:
1. Jean-Jacques Maimoni: un judío francés de 19 años que permaneció de pie durante el asalto israelí y murió al ser confundido con un secuestrador a manos de los comandos.[12]
2. Pasco Cohen: gerente de una empresa de seguros médico de 52 años que murió durante el fuego cruzado entre los militares israelíes y los secuestradores.[12]
3. Ida Borochovitch: una inmigrante judía de Rusia de 56 años que murió también durante el fuego cruzado.[12]
4. Dora Bloch: una mujer inglesa judía de 75 años que fue asesinada en represalia por orden del gobierno ugandés luego del rescate en el hospital Mulago en Kampala, al cual había sido trasladada antes del asalto por complicaciones médicas. Sus restos fueron recuperados cerca de una plantación de azúcar a 32 kilómetros al oriente de Kampala en 1979.[33]

## Galería

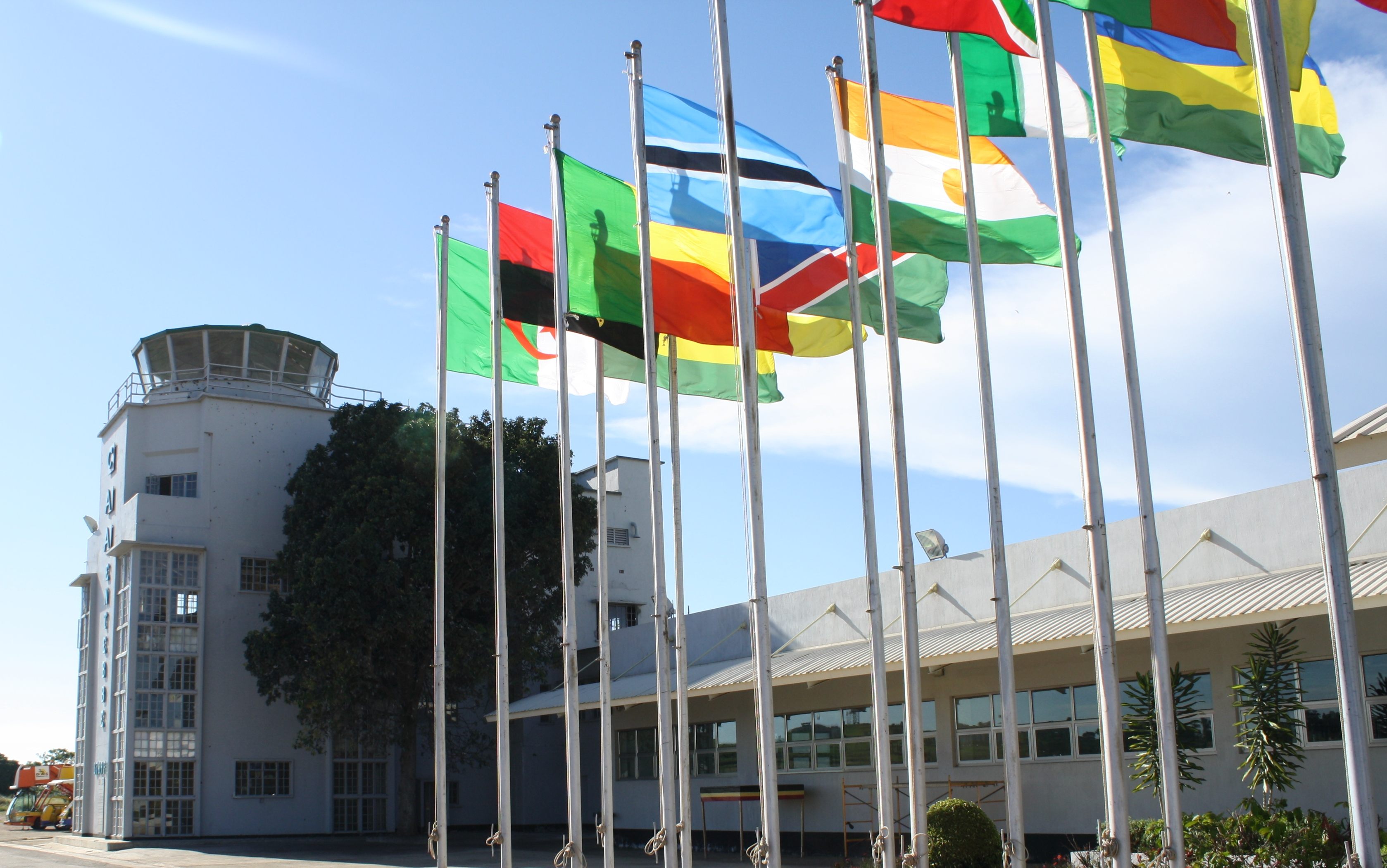
El antiguo edificio de la terminal en su apariencia actual.
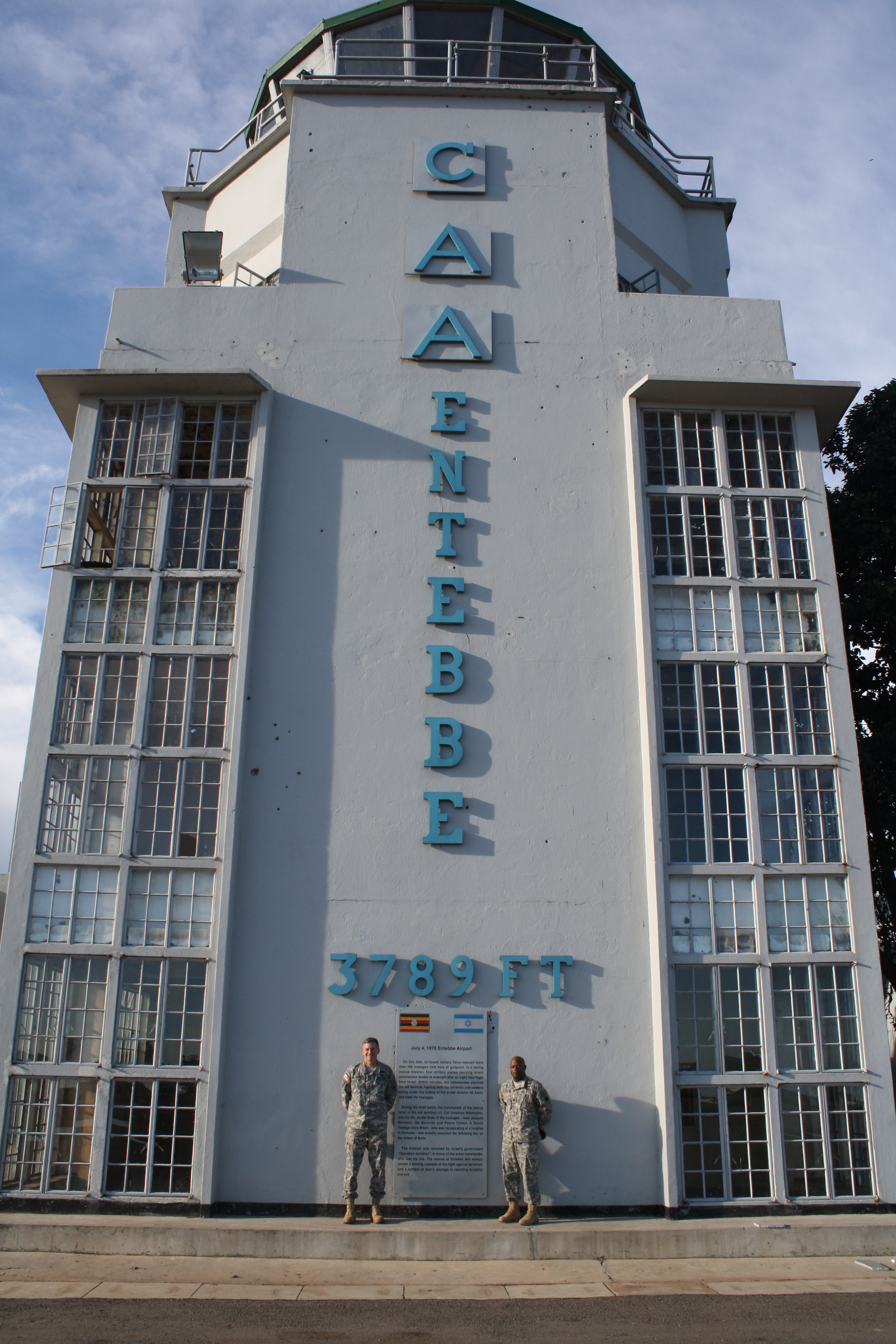
El antiguo edificio de la terminal vista de frente.
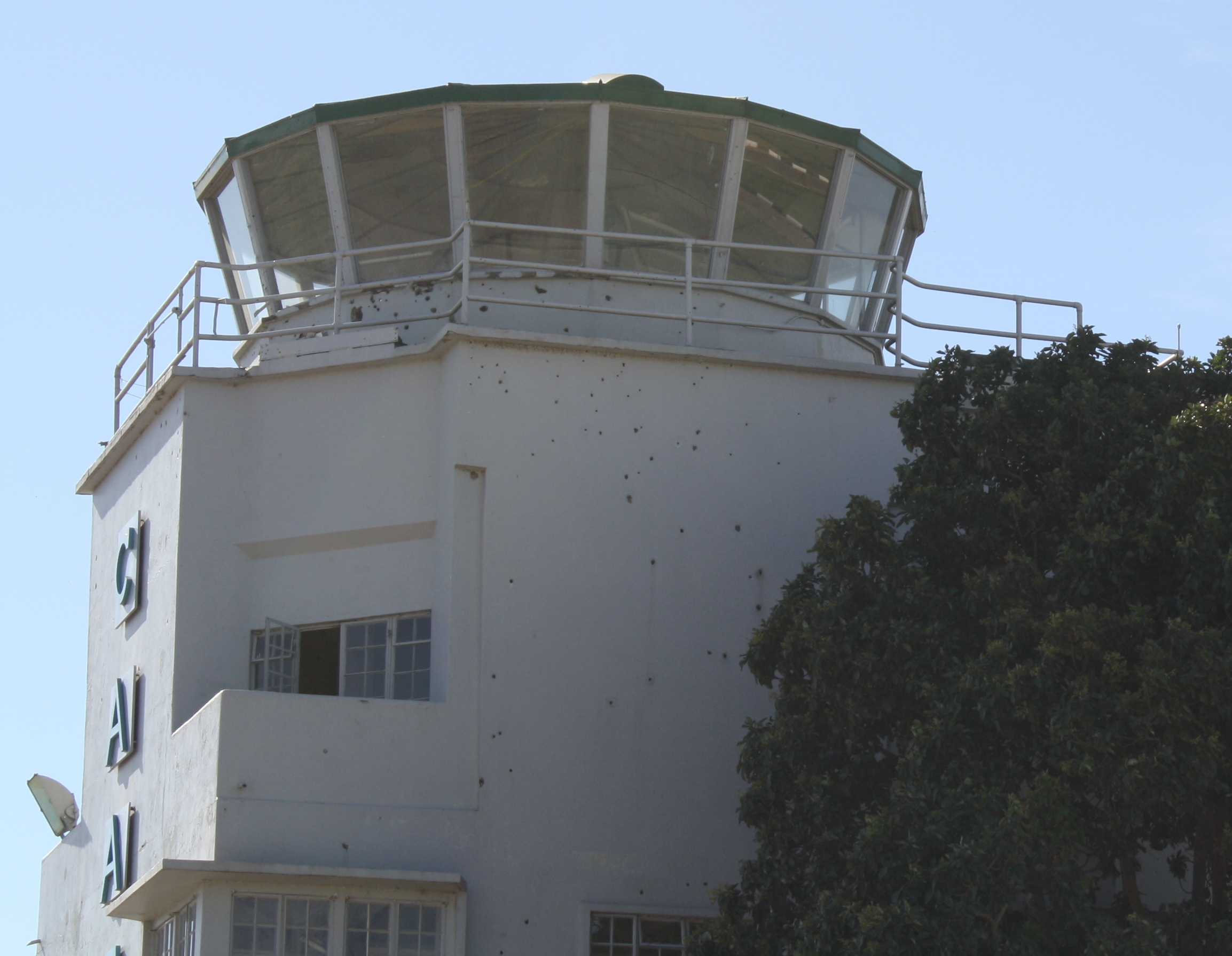
Detalle de la torre de control.
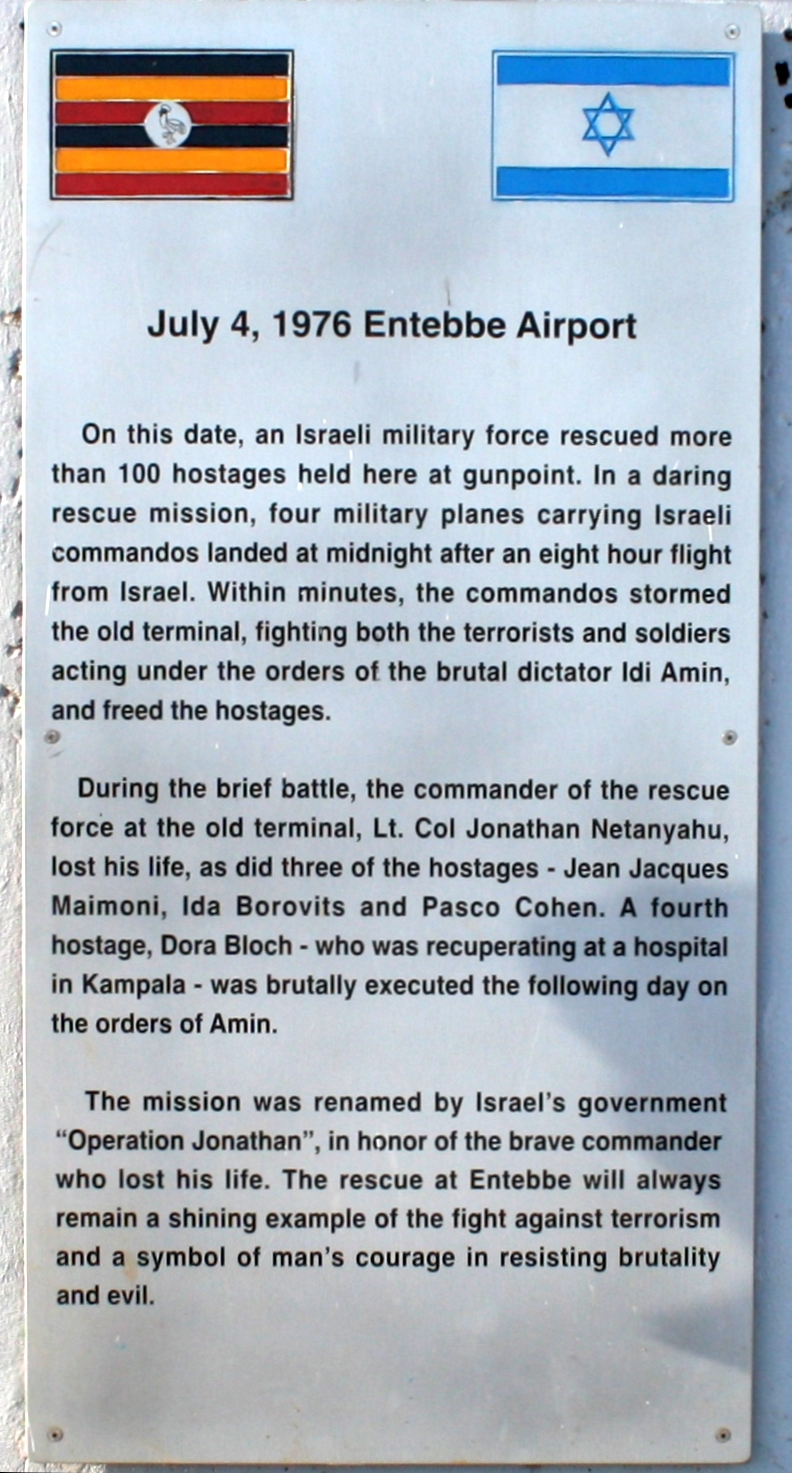
placa conmemorativa en el antiguo edificio de la terminal.
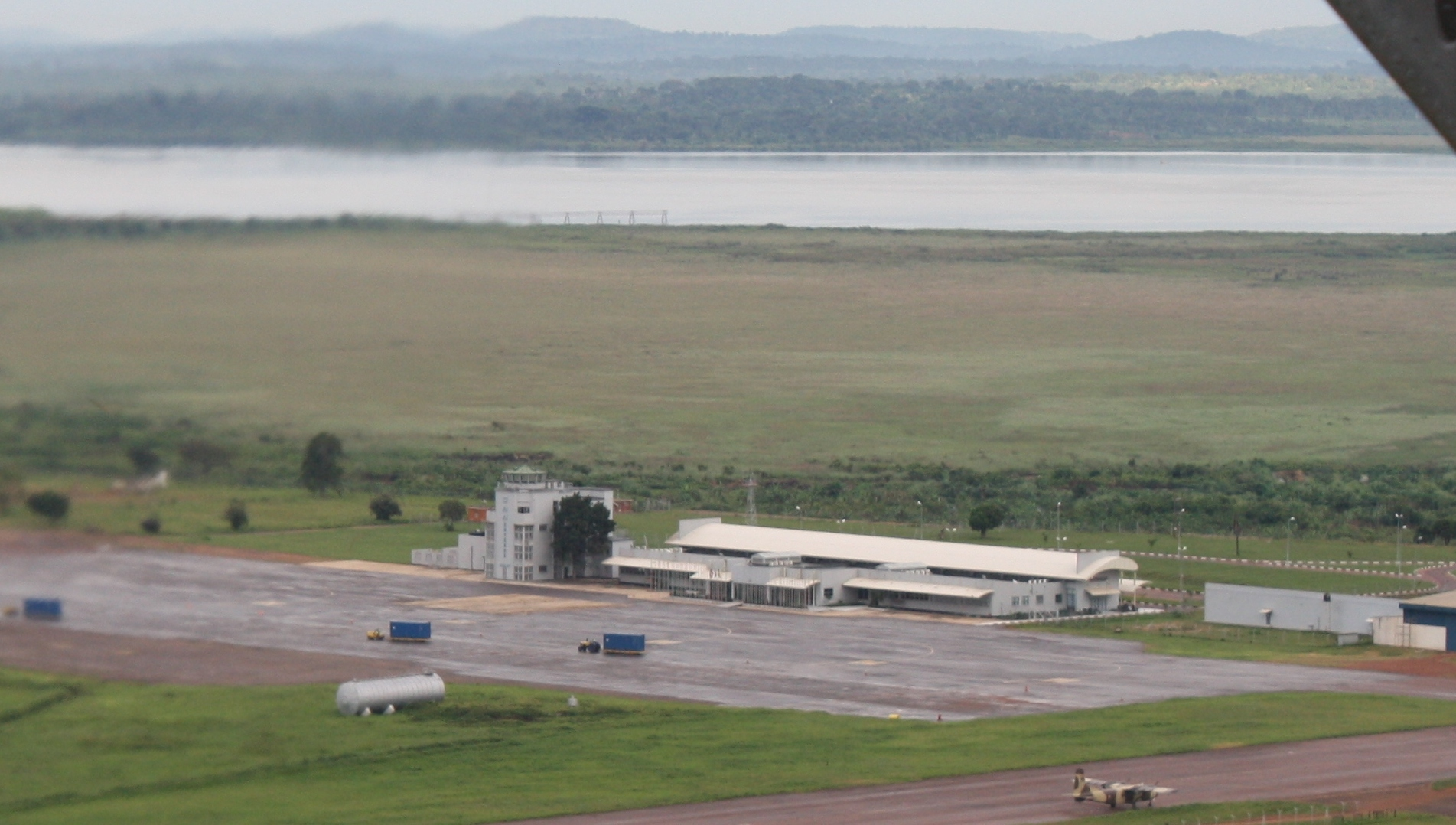
Vista aérea del antiguo edificio de la terminal del Aeropuerto Internacional de Entebbe.

## Películas y documentales
El rescate fue el tema de algunas películas, dos de las cuales fueron producciones estadounidenses con actores de Estados Unidos y británicos; otra fue producida en Israel con actores israelíes en los papeles principales. El secuestro del vuelo AF139 de Air France y el rescate subsecuente fue caracterizado en el documental Operation Thunderbolt: Entebbe. A continuación se presenta una breve lista sobre el tema:
- Victory at Entebbe (1976): con Anthony Hopkins, Burt Lancaster, Elizabeth Taylor y Richard Dreyfuss, director: Marvin J. Chomsky.
- Raid On Entebbe (1977): con Peter Finch, Horst Buchholz, Charles Bronson, Yaphet Kotto y James Woods, director: Irvin Kershner, productor: Edgar J. Scherick.
- Mivtsa Yonatan (título en inglés: Operation Thunderbolt) (1977): con el israelí Yehoram Gaon como Yonatan Netanyahu, el austriaco Sybil Danning y el alemán Klaus Kinski representaron a los secuestradores. Director: Menahem Golan.
- Entebbe (2018): con Rosamund Pike, Daniel Brühl, Lior Ashkenazi y Mark Ivanir, director: José Padilha

El incidente fue tema del documental de 2009, Cohen on the Bridge, del director Andrew Wainrib, quien obtuvo acceso sin precedentes a los comandos y rehenes sobrevivientes.
Otras representaciones incluyen:
- La operación de rescate de rehenes de la película The Delta Force (1986) se inspiró en la Operación Entebbe.
- El incidente también apareció en Rise and Fall of Idi Amin (1980) y El último rey de Escocia (2006).
- Los documentales Assault on Entebbe (National Geographic Channel) y Entebbe Hostage Rescue (Situation Critical) tratan sobre la operación de rescate.